# Phlegmacium mussivum
Phlegmacium mussivum (Fr.) Niskanen & Liimat. – gatunek grzybów należący do rodziny zasłonakowatych (Cortinariaceae).

## Systematyka i nazewnictwo
Pozycja w klasyfikacji według Index Fungorum: Phlegmacium, Cortinariaceae, Agaricales, Agaricomycetidae, Agaricomycetes, Agaricomycotina, Basidiomycota, Fungi.
Po raz pierwszy opisał go Elias Fries w 1838 r. nadając mu nazwę Agaricus mussivus. Obecną, uznaną przez Index Fungorum nazwę nadali mu Tuula Niskanen i Kare Liimatainen w 2022 r.
Synonimy:

- Agaricus mussivus Fr. 1838
- Cortinarius mussivus (Fr.) Melot 1987
- Cortinarius russeoides M.M. Moser 1952
- Cortinarius russeus Rob. Henry 1986
- Hebeloma mussivum (Fr.) Sacc. 1887
- Inocybe mussiva (Fr.) P. Karst. 1879
- Meliderma mussivum (Fr.) Velen. 1920
- Phlegmacium russeoides (M.M. Moser) M.M. Moser 1953
- Phlegmacium russeoides (M.M. Moser) M.M. Moser 1960
- Phlegmacium russeum Rob. Henry ex M.M. Moser 1953

## Występowanie i siedlisko
W Europie podano liczne stanowiska Cortinatius mussivus, ale skupione głównie w Alpach i na Półwyspie Skandynawskim. Znane są też dwa stanowiska w Ameryce Północnej. W opracowanej przez Władysława Wojewodę w 2003 r. Krytycznej liście wielkoowocnikowych grzybów podstawkowych Polski brak takiego gatunku. Jego stanowisko w Polsce (na Sarniej Skale w Tatrach) podała Anna Ronikier w 2012 r.
Wszystkie zasłonaki to grzyby mykoryzowe.